# Aire d'attraction de Château-Gontier-sur-Mayenne
L'aire d'attraction de Château-Gontier-sur-Mayenne est un zonage d'étude défini par l'Insee pour caractériser l’influence de la commune de Château-Gontier-sur-Mayenne sur les communes environnantes. Publiée en octobre 2020, elle se substitue à l'aire urbaine de Château-Gontier-sur-Mayenne, qui comportait 9 communes dans le dernier zonage qui remontait à 2010.

## Définition
L'aire d'attraction d'une ville est composée d’un pôle, défini à partir de critères de population et d’emploi ainsi que d’une couronne constituée des communes dont au moins 15 % des actifs travaillent dans le pôle. Le pôle d’attraction constitue ainsi un point de convergence des déplacements domicile-travail,.

## Type et composition
L’aire d'attraction de Château-Gontier-sur-Mayenne est une aire intra-départementale qui comporte 19 communes dans la Mayenne. 
Elle est catégorisée dans les aires de moins de 50 000 habitants, une catégorie qui regroupe 12,2 % au niveau national.

### Carte

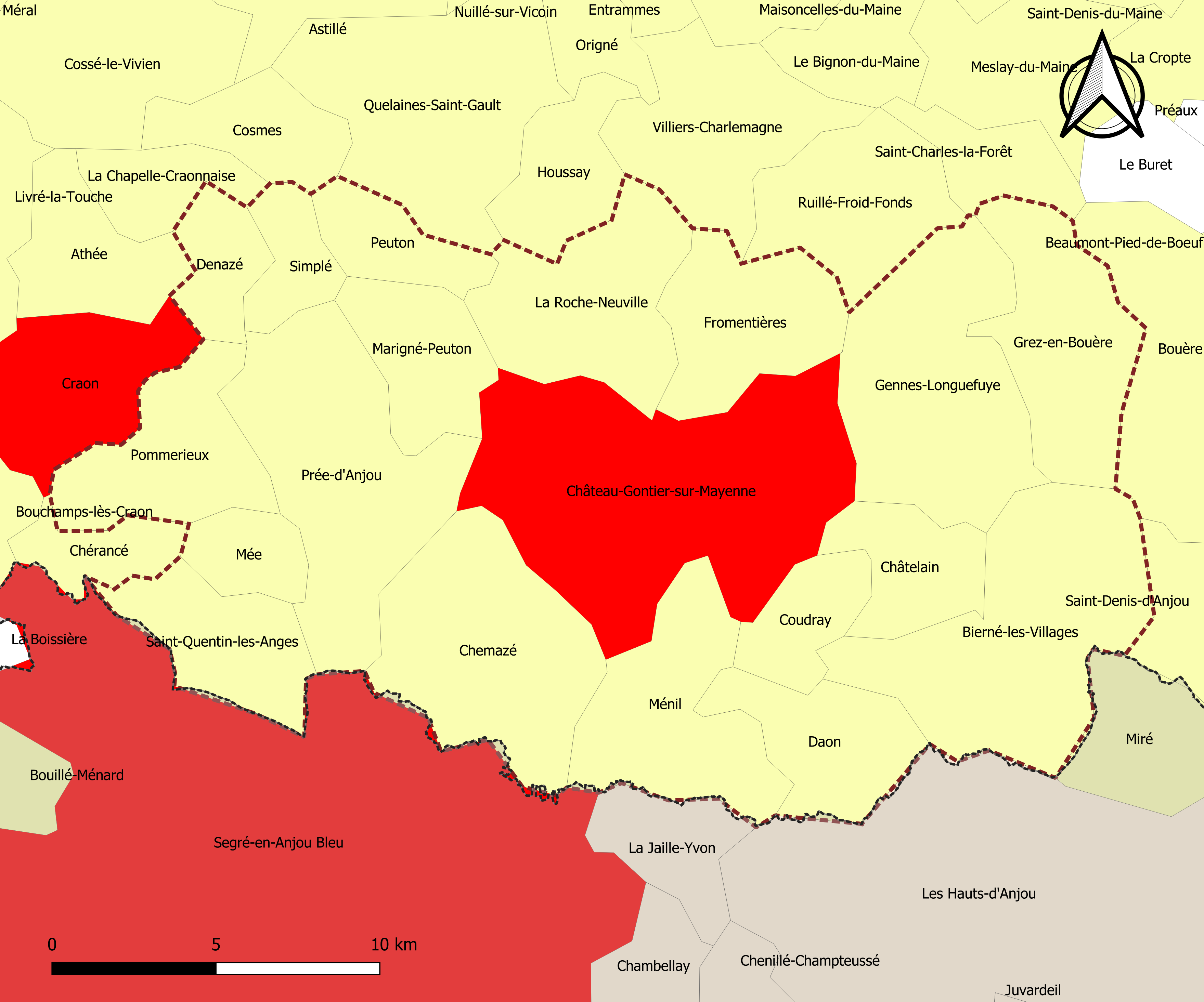
Carte de l'aire d'attraction de Château-Gontier-sur-Mayenne.
Commune-centre
Commune de la couronne

### Composition communale
| Nom                                          | Code Insee | Département | Statut                 | Superficie (km2) | Population (dernière pop. légale) | Densité (hab./km2) | Modifier                                    |
| -------------------------------------------- | ---------- | ----------- | ---------------------- | ---------------- | --------------------------------- | ------------------ | ------------------------------------------- |
| Château-Gontier-sur-Mayenne (commune-centre) | 53062      | Mayenne     | commune-centre         | 68,49            | 16 539 (2022)                     | 241                | modifier les données · modifier les données |
| Bierné-les-Villages                          | 53029      | Mayenne     | commune de la couronne | 47,73            | 1 280 (2022)                      | 27                 | modifier les données · modifier les données |
| Châtelain                                    | 53063      | Mayenne     | commune de la couronne | 13,91            | 464 (2022)                        | 33                 | modifier les données · modifier les données |
| Chemazé                                      | 53066      | Mayenne     | commune de la couronne | 38,54            | 1 363 (2022)                      | 35                 | modifier les données · modifier les données |
| Coudray                                      | 53078      | Mayenne     | commune de la couronne | 11,01            | 867 (2022)                        | 79                 | modifier les données · modifier les données |
| Daon                                         | 53089      | Mayenne     | commune de la couronne | 17,93            | 533 (2022)                        | 30                 | modifier les données · modifier les données |
| Denazé                                       | 53090      | Mayenne     | commune de la couronne | 9,30             | 184 (2022)                        | 20                 | modifier les données · modifier les données |
| Fromentières                                 | 53101      | Mayenne     | commune de la couronne | 22,06            | 838 (2022)                        | 38                 | modifier les données · modifier les données |
| Gennes-Longuefuye                            | 53104      | Mayenne     | commune de la couronne | 40,29            | 1 351 (2022)                      | 34                 | modifier les données · modifier les données |
| Grez-en-Bouère                               | 53110      | Mayenne     | commune de la couronne | 27,29            | 977 (2022)                        | 36                 | modifier les données · modifier les données |
| Prée-d'Anjou                                 | 53124      | Mayenne     | commune de la couronne | 42,66            | 1 392 (2022)                      | 33                 | modifier les données · modifier les données |
| La Roche-Neuville                            | 53136      | Mayenne     | commune de la couronne | 28,67            | 1 227 (2022)                      | 43                 | modifier les données · modifier les données |
| Marigné-Peuton                               | 53145      | Mayenne     | commune de la couronne | 16,61            | 543 (2022)                        | 33                 | modifier les données · modifier les données |
| Mée                                          | 53148      | Mayenne     | commune de la couronne | 8,75             | 230 (2022)                        | 26                 | modifier les données · modifier les données |
| Ménil                                        | 53150      | Mayenne     | commune de la couronne | 28,70            | 907 (2022)                        | 32                 | modifier les données · modifier les données |
| Peuton                                       | 53178      | Mayenne     | commune de la couronne | 10,58            | 228 (2022)                        | 22                 | modifier les données · modifier les données |
| Pommerieux                                   | 53180      | Mayenne     | commune de la couronne | 23,20            | 659 (2022)                        | 28                 | modifier les données · modifier les données |
| Saint-Quentin-les-Anges                      | 53251      | Mayenne     | commune de la couronne | 17,81            | 475 (2022)                        | 27                 | modifier les données · modifier les données |
| Simplé                                       | 53260      | Mayenne     | commune de la couronne | 9,10             | 386 (2022)                        | 42                 | modifier les données · modifier les données |